# NGC 1288

NGC 1288

NGC 1288 هي مجرة تتبع كوكبة الكور. اكتشفها جون هيرشل في 19 نوفمبر 1835.

## روابط خارجية
- NGC 1288 على موقع ويكي سكاي: DSS2, SDSS, GALEX, IRAS, Hydrogen α, X-Ray, Astrophoto, Sky Map, Articles and images